# Carbonate de diméthyle
Le carbonate de diméthyle est un composé organique de formule (CH3O)2CO de la famille des esters de carbonate. Il s'agit d'un liquide incolore inflammable à l'odeur agréable utilisé dans les réactions de méthylation et comme solvant remplaçant des composés organiques volatils tels que l'acétate de tert-butyle CH3COOC(CH3)3 ou encore la butanone CH3COCH2CH3. Le carbonate de méthyle est souvent considéré comme un composé « écologique ».
Le carbonate de diméthyle peut être préparé en faisant réagir du phosgène COCl2 avec du méthanol CH3OH en passant par le chloroformiate de méthyle CH3OOCCl :
COCl2 + CH3OH → CH3OOCCl + HCl,
CH3OOCCl + CH3OH → (CH3O)2CO + HCl,
la réaction globale s'écrivant :
COCl2 + 2 CH3OH → (CH3O)2CO + 2 HCl.
Cette synthèse historique n'est plus guère employée en raison de la toxicité du phosgène et a été remplacée par d'autres réactions alternatives. Le carbonate de diméthyle est aujourd'hui produit industriellement par transestérification du carbonate de propylène C4H6O3, qui permet également de produire du propylène glycol CH3–CHOH–CH2OH, ou encore en faisant réagir ensemble du monoxyde de carbone CO, du méthanol CH3OH et de l'oxygène O2.